# Грузянка
Грузя́нка — село в Побузькій громаді Голованівського району Кіровоградської області України. Населення становить 87 осіб.

## Населення
Згідно з переписом УРСР 1989 року чисельність наявного населення села становила 91 особа, з яких 37 чоловіків та 54 жінки.
За переписом населення України 2001 року в селі мешкало 87 осіб.

### Мова
Розподіл населення за рідною мовою за даними перепису 2001 року:
| Мова       | Кількість | Відсоток |
| ---------- | --------- | -------- |
| українська | 82        | 94.25%   |
| російська  | 5         | 5.75%    |
| Усього     | 87        | 100%     |